# Mycosphaerella thaspiicola
Mycosphaerella thaspiicola är en svampart som beskrevs av H.C. Greene 1958. Mycosphaerella thaspiicola ingår i släktet Mycosphaerella och familjen Mycosphaerellaceae.   Inga underarter finns listade i Catalogue of Life.